# Стари Теков
Стари Теков (словац. Starý Tekov) — село, громада округу Левіце, Нітранський край. Кадастрова площа громади — 10.57 км².
Населення 1490 осіб (станом на 31 грудня 2018 року).

## Історія
Стари Теков згадується 1075 року.

## Населення
| Рік:            | 1994. | 2004.   | 2014.   | 2024.    |
| --------------- | ----- | ------- | ------- | -------- |
| Кількість осіб: | 1490  | 1467    | 1414    | 1597     |
| Різниця:        |       | -1,54 % | -3,61 % | +12,94 % |

| Рік:            | 2023. | 2024.   |
| --------------- | ----- | ------- |
| Кількість осіб: | 1548  | 1597    |
| Різниця:        |       | +3,16 % |